# برف‌های کلیمانجارو (فیلم ۲۰۱۱)
برف‌های کلیمانجارو (فرانسوی: Les Neiges du Kilimandjaro‎) فیلمی درام به کارگردانی روبر گدیگیان محصول سال ۲۰۱۱ کشور فرانسه است. این فیلم اولین بار در بخش نوعی نگاه جشنواره فیلم کن ۲۰۱۱ به نمایش درآمده است.